# Watanabe Michio
Watanabe Michio (渡辺 美智雄 (Độ Biên Mỹ Trí Hùng) Watanabe Michio, 28 tháng 7 năm 1923 – 15 tháng 9 năm 1995) là một chính trị gia người Nhật Bản. Ông sing ra tại Ōtawara, Tochigi và tốt nghiệp Trường Cao đẳng Thương mại Tokyo (nay là Đại học Hitotsubashi) năm 1942. Ông làm việc cho tờ Yomiuri Shimbun, một kế toán thuế được chứng nhận, và là thành viên hội đồng tỉnh Tochigi một thời gian trước khi trở thành Chúng nghị viên của Chúng Nghị viện.
Ông là thành viên của Seiran-kai, một phe bảo thủ trong LDP từ năm 1973 đến 1976. Sau đó, ông giữ chức Bộ trưởng Y tế từ năm 1976 đến 1977, Bộ trưởng Bộ Nông nghiệp và Lâm nghiệp từ 1978 đến 1979, và Bộ trưởng Bộ Tài chính từ 1980 đến 1982. Ông từng là Phó Thủ tướng Nhật Bản và Bộ trưởng Bộ Ngoại giao từ năm 1991 đến năm 1993, và đã không thành công cho việc tranh cử chức Chủ tịch Đảng Dân chủ Tự do vào hai năm 1991 và 1993. Ông đã nổi tiếng quốc tế khi tuyên bố vào năm 1988 rằng người Mỹ gốc Phi "không có lý do gì về việc không thanh toán hóa đơn của họ" và tuyên bố vào năm 1995 rằng việc sáp nhập Hàn Quốc của Nhật Bản đã được thực hiện với sự đồng ý của Hàn Quốc.
Mặc dù ông phản đối ý thức hệ với Trung Quốc cộng sản và ủng hộ Đài Loan, ông đã nỗ lực làm Phó Thủ tướng để tạo thuận lợi cho ngoại giao giữa Trung Quốc và Nhật Bản sau sự kiện Thiên An Môn, phát triển mối quan hệ với Đại sứ Trung Quốc tại Nhật Bản. Ông đã đến thăm Trung Quốc trong một cuộc họp với ngoại trưởng Tiền Kỳ Tham vào năm 1992, và cuộc đối thoại trong chuyến thăm này đã mở đường cho Thiên hoàng Akihito đến thăm Trung Quốc vào cuối năm đó.
Ông đã phải nhập viện vì sỏi mật vào năm 1992, nhưng tin đồn về một căn bệnh nghiêm trọng hơn đã lan truyền ngay sau đó, và ông đã từ chức vì lý do sức khỏe vào năm 1993. Sau khi dẫn đầu một phái đoàn Nhật Bản đến Bắc Triều Tiên vào tháng 3 năm 1995, ông qua đời vì bệnh suy tim vào tháng 9 năm 1995. Con trai cả của ông, Watanabe Yoshimi, được thừa hưởng ghế trong Chúng Nghị viện và giữ vai trò lãnh đạo Đảng Chúng dân. Cháu trai của ông Watanabe Michitaro (con trai cả của con trai thứ hai Watanabe Michiaki) là thành viên của Tham nghị viện.